# Litochila leucotarsis
Litochila leucotarsis är en stekelart som beskrevs av Kaur 1988. Litochila leucotarsis ingår i släktet Litochila och familjen brokparasitsteklar. Inga underarter finns listade i Catalogue of Life.